# Daniel Basilius z Deutschenberka
Daniel Basilius z Deutschenberka (1585, Nemecká Ľupča, Slovensko - 25. června 1628, Praha) byl český matematik, fyzik, astronom a pedagog.
Studoval na pražské univerzitě, kde se stal v roce 1609 bakalářem. Stal se pak rektorem na škole na Malé Straně. V roce 1612 se stal mistrem. Studoval pak práva a v roce 1614 získal doktorát práv. V témže roce se stal učitelem matematiky a v roce 1615 byl jmenován profesorem fyziky, matematiky a astronomie na univerzitě. Později přednášel i hebrejštinu. Po roce 1620 musel univerzitu opustit a stal se tajemníkem českého dvorního kancléře. Kromě příležitostných latinských básní napsal několik přírodovědných spisů, minucí a prognostik a učebnici hebrejštiny.